# Svend Aage Julius Jensen
Svend Aage Julius Jensen med øgenavnet "Lange Svend" (195 cm). (født 6. oktober 1905 i København, død 25. april 1979) var en dansk fodboldspiller, som spillede 41 landskampe for det danske landshold, hvilket var rekord for en målmand. Rekorden holdt i 50 år inden den blev overtaget af Peter Schmeichel i 1991.
Jensen spillede hele sin karriere, 1925-1940, som målmand for Boldklubben af 1893 og spillede 255 kampe. Han vandt DM hele seks gange: 1927, 1929, 1930, 1934, 1935 og 1939.
Jensen havde en rolle som dansk landsholdmålmand i Per-Axel Branners svenske langfilm Hans livs match (1932)
Jensen var kaffehandler, inden han blev ansat på Tuborg som montør og senere formand. Han døde i april 1979, mens han levede på Østerbro i København.